# Lista de voos espaciais tripulados (1980-1989)
Lista de voos orbitais tripulados que ocorreram no período entre 1980 (Soyuz 35) e 1989 (STS-33) e o tempo desde quando as missões ocorreram.

## Lista
| Nº                                                                  | Lançamento                           | Aterrissagem            | Duração          | Missão    | Nave Destino             | Local de lançamento | Local de aterrissagem             | Tripulação                                    | Ref.                        |
| ------------------------------------------------------------------- | ------------------------------------ | ----------------------- | ---------------- | --------- | ------------------------ | ------------------- | --------------------------------- | --------------------------------------------- | --------------------------- |
| 9 anos, 7 meses e 18 dias Lançamento da Soyuz 35 e pouso da STS-33. |                                      |                         |                  |           |                          |                     |                                   |                                               |                             |
| 1980                                                                |                                      |                         |                  |           |                          |                     |                                   |                                               |                             |
| 69                                                                  | 09.04.1980 13:38:21 UTC              | 03.06.1980 15:06:24 UTC | 76d 1h 28m       | Soyuz 35  | Soyuz 7K-T 11F615A8 #50  | Baikonur 31/6       | 180 km ao sudeste de Dzheskasgan  |                                               | [ 1 ] [ 2 ]                 |
| 69                                                                  | 44 anos                              | 44 anos                 | 76d 1h 28m       | MOM       | Salyut 6                 | Baikonur 31/6       | 180 km ao sudeste de Dzheskasgan  |                                               | [ 1 ] [ 2 ]                 |
| 70                                                                  | 26.05.1980 18:20:39 UTC              | 31.07.1980 15:15:03 UTC | 65d 20h 55m      |           | Soyuz 7K-T 11F615A8 #52  | Baikonur 31/6       | 140 km ao sudeste de Dzheskasgan  |                                               | [ 3 ] [ 2 ]                 |
| 70                                                                  | 44 anos                              | 44 anos                 | 65d 20h 55m      | MOM       | Salyut 6                 | Baikonur 31/6       | 140 km ao sudeste de Dzheskasgan  |                                               | [ 3 ] [ 2 ]                 |
| 71                                                                  | 05.06.1980 14:19:29 UTC              | 09.06.1980 12:39:00 UTC | 3d 22h 19m 30s   | Soyuz T-2 | Soyuz T 11F732 #7        | Baikonur 1/5        | 200 km a sudeste de Dzheskasgan   |                                               | [ 4 ] [ 2 ]                 |
| 71                                                                  | 44 anos                              | 44 anos                 | 3d 22h 19m 30s   | MOM       | Salyut 6                 | Baikonur 1/5        | 200 km a sudeste de Dzheskasgan   |                                               | [ 4 ] [ 2 ]                 |
| 72                                                                  | 23.07.1980 18:33:02 UTC              | 11.10.1980 09:49:57 UTC | 79d 15h 16m      |           | Soyuz 7K-T 11F615A8 #53  | Baikonur 1/5        | 180 km ao sudeste de Dzheskasgan  |                                               | [ 5 ] [ 2 ]                 |
| 72                                                                  | 44 anos                              | 44 anos                 | 79d 15h 16m      | MOM       | Salyut 6                 | Baikonur 1/5        | 180 km ao sudeste de Dzheskasgan  |                                               | [ 5 ] [ 2 ]                 |
| 73                                                                  | 18.09.1980 19:11:04 UTC              | 26.09.1980 15:54:28 UTC | 7d 20h 43m 24s   |           | Soyuz 7K-T 11F615A8 #54  | Baikonur 1/5        | 175 km ao sudeste de Dzheskasgan  |                                               | [ 6 ] [ 2 ]                 |
| 73                                                                  | 44 anos                              | 44 anos                 | 7d 20h 43m 24s   | MOM       | Salyut 6                 | Baikonur 1/5        | 175 km ao sudeste de Dzheskasgan  |                                               | [ 6 ] [ 2 ]                 |
| 74                                                                  | 27.11.1980 14:18:28 UTC              | 10.12.1980 09:26:10 UTC | 12d 19h 07m 42s  | Soyuz T-3 | Soyuz T 11F732 #8        | Baikonur 1/5        | 130 km a leste de Dzheskasgan     |                                               | [ 7 ] [ 2 ]                 |
| 74                                                                  | 44 anos                              | 44 anos                 | 12d 19h 07m 42s  | MOM       | Salyut 6                 | Baikonur 1/5        | 130 km a leste de Dzheskasgan     |                                               | [ 7 ] [ 2 ]                 |
| 1981                                                                |                                      |                         |                  |           |                          |                     |                                   |                                               |                             |
| 75                                                                  | 12.03.1981 19:00:10 UTC              | 26.05.1981 12:37:34 UTC | 74d 17h 37m 23s  | Soyuz T-4 | Soyuz T 11F732 #10       | Baikonur 1/5        | 125 km ao leste de Dzheskasgan    |                                               | [ 8 ] [ 2 ]                 |
| 75                                                                  | 44 anos                              | 43 anos                 | 74d 17h 37m 23s  | MOM       | Salyut 6                 | Baikonur 1/5        | 125 km ao leste de Dzheskasgan    |                                               | [ 8 ] [ 2 ]                 |
| 76                                                                  | 22.03.1981 14:58:10 UTC              | 30.03.1981 11:40:58 UTC | 7d 20h 42m 03s   |           | Soyuz 7K-T 11F615A8 #55  | Baikonur 31/6       | 170 km a sudeste de Dzheskasgan   |                                               | [ 9 ] [ 2 ]                 |
| 76                                                                  | 44 anos                              | 43 anos                 | 7d 20h 42m 03s   | MOM       | Salyut 6                 | Baikonur 31/6       | 170 km a sudeste de Dzheskasgan   |                                               | [ 9 ] [ 2 ]                 |
| 77                                                                  | 12.04.1981 12:00:04 UTC              | 14.04.1981 18:20:55 UTC | 02d 06h          |           | Columbia (OV-102)        | LC-39A              | Edwards                           |                                               | [ 10 ] [ 11 ] [ 12 ]        |
| 77                                                                  | 43 anos                              | 43 anos                 | 02d 06h          | NASA      | OTB                      | LC-39A              | Edwards                           |                                               | [ 10 ] [ 11 ] [ 12 ]        |
| 78                                                                  | 14.05.1981 17:16:38 UTC              | 22.05.1981 13:58:30 UTC | 7d 20h 41m 52s   |           | Soyuz 7K-T 11F615A8 #56  | Baikonur 1/5        | 225 km ao sudeste de Dzheskasgan  |                                               | [ 13 ] [ 2 ]                |
| 78                                                                  | 43 anos                              | 43 anos                 | 7d 20h 41m 52s   | MOM       | Salyut 6                 | Baikonur 1/5        | 225 km ao sudeste de Dzheskasgan  |                                               | [ 13 ] [ 2 ]                |
| 79                                                                  | 12.11.1981 15:10:00 UTC              | 14.11.1981 21:23:12 UTC | 02d 06h          |           | Columbia (OV-102)        | LC-39A              | Edwards                           |                                               | [ 14 ] [ 15 ] [ 16 ]        |
| 79                                                                  | 43 anos                              | 43 anos                 | 02d 06h          | NASA      | OTB                      | LC-39A              | Edwards                           |                                               | [ 14 ] [ 15 ] [ 16 ]        |
| 1982                                                                |                                      |                         |                  |           |                          |                     |                                   |                                               |                             |
| 80                                                                  | 22.03.1982 16:00:00 UTC              | 30.03.1982 16:04:44 UTC | 08d 00h          |           | Columbia (OV-102)        | LC-39A              | White Sands                       |                                               | [ 17 ] [ 18 ] [ 19 ]        |
| 80                                                                  | 43 anos                              | 42 anos                 | 08d 00h          | NASA      | OTB                      | LC-39A              | White Sands                       |                                               | [ 17 ] [ 18 ] [ 19 ]        |
| 81                                                                  | 13.05.1982 09:58:04 UTC              | 27.08.1982 15:04:16 UTC | 106d 5h 6m       | Soyuz T-5 | Soyuz T 11F732 #11       | Baikonur 1/5        | 70 km ao nordeste de Arkalyk      |                                               | [ 20 ] [ 2 ]                |
| 81                                                                  | 42 anos                              | 42 anos                 | 106d 5h 6m       | MOM       | Salyut 7                 | Baikonur 1/5        | 70 km ao nordeste de Arkalyk      |                                               | [ 20 ] [ 2 ]                |
| 82                                                                  | 24.06.1982 16:29:47 UTC              | 02.07.1982 14:20:40 UTC | 7d 21h 50m 53s   |           | Soyuz T 11F732 #9        | Baikonur 1/5        | 65 km ao nordeste de Arkalyk      | V. Dzhanibekov A. Ivanchenkov J-Loup Chrétien | [ 21 ] [ 2 ]                |
| 82                                                                  | 42 anos                              | 42 anos                 | 7d 21h 50m 53s   | MOM       | Salyut 7                 | Baikonur 1/5        | 65 km ao nordeste de Arkalyk      | V. Dzhanibekov A. Ivanchenkov J-Loup Chrétien | [ 21 ] [ 2 ]                |
| 83                                                                  | 27.06.1982 15:00:00 UTC              | 04.07.1982 16:09:39 UTC | 07d 01h          |           | Columbia (OV-102)        | LC-39A              | Edwards                           |                                               | [ 22 ] [ 23 ] [ 24 ] [ 25 ] |
| 83                                                                  | 42 anos                              | 42 anos                 | 07d 01h          | NASA/DoD  | OTB                      | LC-39A              | Edwards                           |                                               | [ 22 ] [ 23 ] [ 24 ] [ 25 ] |
| 84                                                                  | 19.08.1982 17:11:51 UTC              | 10.12.1982 19:02:36 UTC | 82d 1h 51m       |           | Soyuz 7K-T 11F732 #12    | Baikonur 1/5        | Distrito de Zhanaarka             |                                               | [ 26 ] [ 2 ]                |
| 84                                                                  | 42 anos                              | 42 anos                 | 82d 1h 51m       | MOM       | Salyut 7                 | Baikonur 1/5        | Distrito de Zhanaarka             |                                               | [ 26 ] [ 2 ]                |
| 85                                                                  | 11.11.1982 12:19:00 UTC              | 16.11.1982 14:33:24 UTC | 05d 02h          |           | Columbia (OV-102)        | LC-39A              | Edwards                           |                                               | [ 27 ] [ 28 ] [ 29 ] [ 30 ] |
| 85                                                                  | 42 anos                              | 42 anos                 | 05d 02h          | NASA      | OTB                      | LC-39A              | Edwards                           |                                               | [ 27 ] [ 28 ] [ 29 ] [ 30 ] |
| 1983                                                                |                                      |                         |                  |           |                          |                     |                                   |                                               |                             |
| 86                                                                  | 04.04.1983 18:30:00 UTC              | 09.04.1983 18:53:42 UTC | 05d 00h          |           | Challenger (OV-099)      | LC-39A              | Edwards                           |                                               | [ 31 ] [ 32 ]               |
| 86                                                                  | 41 anos                              | 41 anos                 | 05d 00h          | NASA      | OTB                      | LC-39A              | Edwards                           |                                               | [ 31 ] [ 32 ]               |
| 87                                                                  | 20.04.1983 13:10:53 UTC              | 22.04.1983 13:28:42 UTC | 2d 00h 17m 48s   |           | Soyuz T 11F732 #13       | Baikonur 1/5        | 60 km ao nordeste de Arkalyk      |                                               | [ 33 ] [ 2 ]                |
| 87                                                                  | 41 anos                              | 41 anos                 | 2d 00h 17m 48s   | MOM       | OTB                      | Baikonur 1/5        | 60 km ao nordeste de Arkalyk      |                                               | [ 33 ] [ 2 ]                |
| 88                                                                  | 18.06.1983 11:33:00 UTC 07:33:00 EDT | 24.06.1983 13:57:07 UTC | 06d 02h          |           | Challenger (OV-099)      | LC-39A              | Edwards                           |                                               | [ 34 ] [ 35 ]               |
| 88                                                                  | 41 anos                              | 41 anos                 | 06d 02h          | NASA      | OTB                      | LC-39A              | Edwards                           |                                               | [ 34 ] [ 35 ]               |
| 89                                                                  | 17.06.1983 09:12:18 UTC              | 23.11.1983 19:58:19 UTC | 149d 10h 46m 02s |           | Soyuz T 11F732 #14       | Baikonur 1/5        | Distrito de Zhanaarka             |                                               | [ 36 ] [ 2 ]                |
| 89                                                                  | 41 anos                              | 41 anos                 | 149d 10h 46m 02s | MOM       | Salyut 7                 | Baikonur 1/5        | Distrito de Zhanaarka             |                                               | [ 36 ] [ 2 ]                |
| 90                                                                  | 30.08.1983 06:32:00 UTC              | 05.11.1983 07:40:42 UTC | 06d 01h          |           | Challenger (OV-099)      | LC-39A              | Edwards                           |                                               | [ 37 ] [ 38 ]               |
| 90                                                                  | 41 anos                              | 41 anos                 | 06d 01h          | NASA      | OTB                      | LC-39A              | Edwards                           |                                               | [ 37 ] [ 38 ]               |
| 91                                                                  | 28.11.1983 16:00:00 UTC              | 08.12.1983 23:47:24 UTC | 10d 07h          |           | Columbia (OV-102)        | LC-39A              | Edwards                           |                                               | [ 39 ] [ 40 ]               |
| 91                                                                  | 41 anos                              | 41 anos                 | 10d 07h          | NASA      | OTB                      | LC-39A              | Edwards                           |                                               | [ 39 ] [ 40 ]               |
| 1984                                                                |                                      |                         |                  |           |                          |                     |                                   |                                               |                             |
| 92                                                                  | 03.02.1984 13:00:00 UTC              | 11.02.1984 12:15:55 UTC | 07d 23h          |           | Challenger (OV-099)      | LC-39A              | Kennedy                           |                                               | [ 41 ] [ 42 ]               |
| 92                                                                  | 41 anos                              | 41 anos                 | 07d 23h          | NASA      | OTB                      | LC-39A              | Kennedy                           |                                               | [ 41 ] [ 42 ]               |
| 93                                                                  | 08.02.1984 12:07:26 UTC              | 11.04.1984 10:48:48 UTC | 62d 22h 41m      |           | Soyuz T 11F732 #15       | Baikonur 31/6       | 46 km ao leste de Arkalyk         |                                               | [ 43 ] [ 2 ]                |
| 93                                                                  | 41 anos                              | 40 anos                 | 62d 22h 41m      | MOM       | Salyut 7                 | Baikonur 31/6       | 46 km ao leste de Arkalyk         |                                               | [ 43 ] [ 2 ]                |
| 94                                                                  | 03.04.1984 13:08:42 UTC              | 02.10.1984 10:56:30 UTC | 181d 21h 48m     |           | Soyuz T 11F732 #17       | Baikonur 31/6       | 145 km ao sudeste de Dzheskasgan  |                                               | [ 44 ] [ 2 ]                |
| 94                                                                  | 40 anos                              | 40 anos                 | 181d 21h 48m     | MOM       | Salyut 7                 | Baikonur 31/6       | 145 km ao sudeste de Dzheskasgan  |                                               | [ 44 ] [ 2 ]                |
| 95                                                                  | 06.04.1984 13:58:00 UTC              | 13.04.1984 13:38:06 UTC | 06d 23h          |           | Challenger (OV-099)      | LC-39A              | Edwards                           |                                               | [ 45 ] [ 46 ] [ 47 ]        |
| 95                                                                  | 40 anos                              | 40 anos                 | 06d 23h          | NASA      | OTB                      | LC-39A              | Edwards                           |                                               | [ 45 ] [ 46 ] [ 47 ]        |
| 96                                                                  | 17.07.1984 17:40:53 UTC              | 29.07.1984 12:55:30 UTC | 11d 19h 14m 36s  |           | Soyuz T 11F732 #18       | Baikonur 31/6       | 140 km a sudeste de Dzheskasgan   |                                               | [ 48 ] [ 2 ]                |
| 96                                                                  | 40 anos                              | 40 anos                 | 11d 19h 14m 36s  | MOM       | Salyut 7                 | Baikonur 31/6       | 140 km a sudeste de Dzheskasgan   |                                               | [ 48 ] [ 2 ]                |
| 97                                                                  | 30.08.1984 12:41:50 UTC              | 05.09.1984 13:37:54 UTC | 06d 00h          |           | Discovery (OV-103)       | LC-39A              | Edwards                           |                                               | [ 49 ] [ 50 ]               |
| 97                                                                  | 40 anos                              | 40 anos                 | 06d 00h          | NASA      | OTB                      | LC-39A              | Edwards                           |                                               | [ 49 ] [ 50 ]               |
| 98                                                                  | 05.10.1984 11:03:00 UTC              | 13.10.1984 16:26:33 UTC | 08d 05h          |           | Challenger (OV-099)      | LC-39A              | Kennedy                           |                                               | [ 51 ] [ 52 ]               |
| 98                                                                  | 40 anos                              | 40 anos                 | 08d 05h          | NASA      | OTB                      | LC-39A              | Kennedy                           |                                               | [ 51 ] [ 52 ]               |
| 99                                                                  | 08.11.1984 12:15:00 UTC              | 16.11.1984 11:59:55 UTC | 07d 23h          |           | Discovery (OV-103)       | LC-39A              | Kennedy                           |                                               | [ 53 ] [ 54 ]               |
| 99                                                                  | 40 anos                              | 40 anos                 | 07d 23h          | NASA      | OTB                      | LC-39A              | Kennedy                           |                                               | [ 53 ] [ 54 ]               |
| 1985                                                                |                                      |                         |                  |           |                          |                     |                                   |                                               |                             |
| 100                                                                 | 24.01.1985 19:50:00 UTC              | 27.01.1985 21:23:23 UTC | 03d 01h          |           | Discovery (OV-103)       | LC-39A              | Kennedy                           |                                               | [ 23 ] [ 55 ] [ 56 ]        |
| 100                                                                 | 40 anos                              | 40 anos                 | 03d 01h          | NASA/DoD  | OTB                      | LC-39A              | Kennedy                           |                                               | [ 23 ] [ 55 ] [ 56 ]        |
| 101                                                                 | 12.04.1985 13:59:05 UTC              | 19.04.1985 13:54:28 UTC | 06d 23h          |           | Discovery (OV-103)       | LC-39A              | Kennedy                           |                                               | [ 57 ] [ 58 ]               |
| 101                                                                 | 39 anos                              | 39 anos                 | 06d 23h          | NASA      | OTB                      | LC-39A              | Kennedy                           |                                               | [ 57 ] [ 58 ]               |
| 102                                                                 | 29.04.1985 16:02:18 UTC              | 06.05.1985 16:11:04 UTC | 07d 00h          |           | Challenger (OV-099)      | LC-39A              | Edwards                           |                                               | [ 59 ] [ 60 ]               |
| 102                                                                 | 39 anos                              | 39 anos                 | 07d 00h          | NASA      | OTB                      | LC-39A              | Edwards                           |                                               | [ 59 ] [ 60 ]               |
| 103                                                                 | 06.06.1985 06:39:51 UTC              | 26.09.1985 09:51:58 UTC | 112d 03h 12m 07s |           | Soyuz T 11F732 #19       | Baikonur 1/5        | 220 km ao nordeste de Dzheskasgan |                                               | [ 61 ] [ 2 ]                |
| 103                                                                 | 39 anos                              | 39 anos                 | 112d 03h 12m 07s | MOM       | Salyut 7                 | Baikonur 1/5        | 220 km ao nordeste de Dzheskasgan |                                               | [ 61 ] [ 2 ]                |
| 104                                                                 | 17.06.1985 11:33:00 UTC              | 24.06.1985 13:11:52 UTC | 07d 01h          |           | Discovery (OV-103)       | LC-39A              | Edwards                           |                                               | [ 62 ] [ 63 ]               |
| 104                                                                 | 39 anos                              | 39 anos                 | 07d 01h          | NASA      | OTB                      | LC-39A              | Edwards                           |                                               | [ 62 ] [ 63 ]               |
| 105                                                                 | 29.07.1985 22:00:00 UTC              | 06.08.1985 19:45:26 UTC | 07d 22h          |           | Challenger (OV-099)      | LC-39A              | Edwards                           |                                               | [ 64 ] [ 65 ]               |
| 105                                                                 | 39 anos                              | 39 anos                 | 07d 22h          | NASA      | OTB                      | LC-39A              | Edwards                           |                                               | [ 64 ] [ 65 ]               |
| 106                                                                 | 27.08.1985 10:58:01 UTC              | 03.11.1985 13:15:43 UTC | 07d 02h          |           | Discovery (OV-103)       | LC-39A              | Edwards                           |                                               | [ 66 ] [ 67 ]               |
| 106                                                                 | 39 anos                              | 39 anos                 | 07d 02h          | NASA      | OTB                      | LC-39A              | Edwards                           |                                               | [ 66 ] [ 67 ]               |
| 107                                                                 | 17.09.1985 12:38:52 UTC              | 21.11.1985 10:31:00 UTC | 64d 21h 52m 08s  |           | Soyuz T 11F732 #20       | Baikonur 1/5        | Distrito de Zhanaarka             | V. Vasyutin Georgi Grechko Aleksandr Volkov   | [ 68 ] [ 2 ]                |
| 107                                                                 | 39 anos                              | 39 anos                 | 64d 21h 52m 08s  | MOM       | Salyut 7                 | Baikonur 1/5        | Distrito de Zhanaarka             | V. Vasyutin Georgi Grechko Aleksandr Volkov   | [ 68 ] [ 2 ]                |
| 108                                                                 | 03.10.1985 15:15:30 UTC              | 07.10.1985 17:00:08 UTC | 04d 01h          |           | Atlantis (OV-104)        | LC-39A              | Edwards                           |                                               | [ 23 ] [ 69 ] [ 70 ]        |
| 108                                                                 | 39 anos                              | 39 anos                 | 04d 01h          | NASA/DoD  | OTB                      | LC-39A              | Edwards                           |                                               | [ 23 ] [ 69 ] [ 70 ]        |
| 109                                                                 | 30.10.1985 17:00:00 UTC              | 06.11.1985 17:44:51 UTC | 07d 00h          |           | Challenger (OV-099)      | LC-39A              | Edwards                           |                                               | [ 71 ] [ 72 ]               |
| 109                                                                 | 39 anos                              | 39 anos                 | 07d 00h          | NASA      | OTB                      | LC-39A              | Edwards                           |                                               | [ 71 ] [ 72 ]               |
| 110                                                                 | 26.11.1985 24:29:00 UTC              | 03.12.1985 21:33:49 UTC | 06d 21h          |           | Atlantis (OV-104)        | LC-39A              | Edwards                           |                                               | [ 73 ] [ 74 ]               |
| 110                                                                 | 39 anos                              | 39 anos                 | 06d 21h          | NASA      | OTB                      | LC-39A              | Edwards                           |                                               | [ 73 ] [ 74 ]               |
| 1986                                                                |                                      |                         |                  |           |                          |                     |                                   |                                               |                             |
| 111                                                                 | 12.01.1986 11:55:00 UTC              | 18.01.1986 13:58:51 UTC | 06d 02h          |           | Columbia (OV-102)        | LC-39A              | Edwards                           |                                               | [ 75 ] [ 76 ]               |
| 111                                                                 | 39 anos                              | 38 anos                 | 06d 02h          | NASA      | OTB                      | LC-39A              | Edwards                           |                                               | [ 75 ] [ 76 ]               |
| 112                                                                 | 13.03.1986 12:33:08 UTC              | 16.07.1986 12:34:05 UTC | 125d 00h 00m 56s |           | Soyuz T 11F732 #21       | Baikonur 1/5        | 55 km ao nordeste de Arkalyk      | L. Kizim V. Solovyov                          | [ 77 ] [ 2 ]                |
| 112                                                                 | 39 anos                              | 38 anos                 | 125d 00h 00m 56s | MOM       | Mir --> Salyut 7 --> Mir | Baikonur 1/5        | 55 km ao nordeste de Arkalyk      | L. Kizim V. Solovyov                          | [ 77 ] [ 2 ]                |
| 1987                                                                |                                      |                         |                  |           |                          |                     |                                   |                                               |                             |
| 113                                                                 | 05.02.1987 21:38:15 UTC              | 30.07.1987 01:04:12 UTC | 174d 03h 25m 56s |           | Soyuz TM 11F732A51 #52   | Baikonur 1/5        | 140 km ao nordeste de Arkalyk     | Y. Romanenko A. Laveykin                      | [ 78 ] [ 2 ]                |
| 113                                                                 | 38 anos                              | 37 anos                 | 174d 03h 25m 56s | MOM       | Mir                      | Baikonur 1/5        | 140 km ao nordeste de Arkalyk     | Y. Romanenko A. Laveykin                      | [ 78 ] [ 2 ]                |
| 114                                                                 | 22.07.1987 01:59:16 UTC              | 29.12.1987 09:15:36 UTC | 160d 07h 16m 19s |           | Soyuz TM 11F732A51 #53   | Baikonur 1/5        | 140 km ao nordeste de Arkalyk     |                                               | [ 79 ] [ 2 ]                |
| 114                                                                 | 37 anos                              | 37 anos                 | 160d 07h 16m 19s | MOM       | Mir                      | Baikonur 1/5        | 140 km ao nordeste de Arkalyk     |                                               | [ 79 ] [ 2 ]                |
| 115                                                                 | 21.12.1987 11:18:03 UTC              | 17.06.1988 10:12:32 UTC | 178d 22h 54m     |           | Soyuz TM 11F732A51 #54   | Baikonur 1/5        | 202 km ao sudeste de Dzheskasgan  | V. Titov M. Manarov A. Levchenko              | [ 80 ] [ 2 ]                |
| 115                                                                 | 37 anos                              | 37 anos                 | 178d 22h 54m     | MOM       | Mir                      | Baikonur 1/5        | 202 km ao sudeste de Dzheskasgan  | V. Titov M. Manarov A. Levchenko              | [ 80 ] [ 2 ]                |
| 1988                                                                |                                      |                         |                  |           |                          |                     |                                   |                                               |                             |
| 116                                                                 | 07.06.1988 14:03:12 UTC              | 07.09.1988 00:49:38 UTC | 91d 10h 46m      |           | Soyuz TM 11F732A51 #55   | Baikonur 1/5        | Distrito de Zhanaarka             |                                               | [ 81 ] [ 2 ]                |
| 116                                                                 | 36 anos                              | 36 anos                 | 91d 10h 46m      | MOM       | Mir                      | Baikonur 1/5        | Distrito de Zhanaarka             |                                               | [ 81 ] [ 2 ]                |
| 117                                                                 | 29.08.1988 04:23:10 UTC              | 21.12.1988 09:56:40 UTC | 114d 5h 33m      |           | Soyuz TM 11F732A51 #56   | Baikonur 1/5        | Distrito de Zhanaarka             | V. Lyakov V. Polyakov A. Ahad Mohmand         | [ 82 ] [ 2 ]                |
| 117                                                                 | 36 anos                              | 36 anos                 | 114d 5h 33m      | MOM       | Mir                      | Baikonur 1/5        | Distrito de Zhanaarka             | V. Lyakov V. Polyakov A. Ahad Mohmand         | [ 82 ] [ 2 ]                |
| 118                                                                 | 29.09.1988 15:37:00 UTC              | 03.10.1988 16:37:08 UTC | 04d 01h          |           | Discovery (OV-103)       | LC-39B              | Edwards                           |                                               | [ 83 ] [ 84 ]               |
| 118                                                                 | 36 anos                              | 36 anos                 | 04d 01h          | NASA      | OTB                      | LC-39B              | Edwards                           |                                               | [ 83 ] [ 84 ]               |
| 119                                                                 | 26.11.1988 15:49:33 UTC              | 27.04.1989 02:57:58 UTC | 151d 11h 08m 24s |           | Soyuz TM 11F732A51 #57   | Baikonur 1/5        | 140 km ao nordeste de Dzheskasgan |                                               | [ 85 ] [ 2 ]                |
| 119                                                                 | 36 anos                              | 35 anos                 | 151d 11h 08m 24s | MOM       | Mir                      | Baikonur 1/5        | 140 km ao nordeste de Dzheskasgan |                                               | [ 85 ] [ 2 ]                |
| 120                                                                 | 02.12.1988 14:30:34 UTC              | 06.12.1988 23:36:08 UTC | 04d 09h          |           | Atlantis (OV-104)        | LC-39B              | Edwards                           |                                               | [ 23 ] [ 86 ] [ 87 ]        |
| 120                                                                 | 36 anos                              | 36 anos                 | 04d 09h          | NASA/DoD  | OTB                      | LC-39B              | Edwards                           |                                               | [ 23 ] [ 86 ] [ 87 ]        |
| 1989                                                                |                                      |                         |                  |           |                          |                     |                                   |                                               |                             |
| 121                                                                 | 13.03.1989 14:57:00 UTC              | 18.03.1989 14:35:48 UTC | 04d 23h          |           | Discovery (OV-103)       | LC-39B              | Edwards                           |                                               | [ 88 ] [ 89 ]               |
| 121                                                                 | 36 anos                              | 36 anos                 | 04d 23h          | NASA      | OTB                      | LC-39B              | Edwards                           |                                               | [ 88 ] [ 89 ]               |
| 122                                                                 | 04.05.1989 18:46:59 UTC              | 08.05.1989 19:43:25 UTC | 04d 00h          |           | Atlantis (OV-104)        | LC-39B              | Edwards                           |                                               | [ 90 ] [ 91 ]               |
| 122                                                                 | 35 anos                              | 35 anos                 | 04d 00h          | NASA      | OTB                      | LC-39B              | Edwards                           |                                               | [ 90 ] [ 91 ]               |
| 123                                                                 | 08.08.1989 12:37:00 UTC              | 13.08.1989 13:37:06 UTC | 05d 01h          |           | Columbia (OV-102)        | LC-39B              | Edwards                           |                                               | [ 23 ] [ 92 ] [ 93 ]        |
| 123                                                                 | 35 anos                              | 35 anos                 | 05d 01h          | NASA/DoD  | OTB                      | LC-39B              | Edwards                           |                                               | [ 23 ] [ 92 ] [ 93 ]        |
| 124                                                                 | 05.09.1989 21:38:02 UTC              | 19.02.1990 04:36:18 UTC | 166d 06h 58m 16s |           | Soyuz TM 11F732A51 #58   | Baikonur 1/5        | 55 km ao nordeste de Arkalyk      | A. Viktorenko A. Serebrov                     | [ 94 ] [ 2 ]                |
| 124                                                                 | 35 anos                              | 35 anos                 | 166d 06h 58m 16s | MOM       | Mir                      | Baikonur 1/5        | 55 km ao nordeste de Arkalyk      | A. Viktorenko A. Serebrov                     | [ 94 ] [ 2 ]                |
| 125                                                                 | 18.10.1989 16:53:40 UTC              | 23.10.1989 16:33:00 UTC | 04d 23h          |           | Atlantis (OV-104)        | LC-39B              | Edwards                           |                                               | [ 95 ] [ 96 ]               |
| 125                                                                 | 35 anos                              | 35 anos                 | 04d 23h          | NASA      | OTB                      | LC-39B              | Edwards                           |                                               | [ 95 ] [ 96 ]               |
| 126                                                                 | 22.11.1989 24:23:30 UTC              | 27.11.1989 00:30:15 UTC | 05d 00h          |           | Discovery (OV-103)       | LC-39B              | Edwards                           |                                               | [ 23 ] [ 97 ] [ 98 ]        |
| 126                                                                 | 35 anos                              | 35 anos                 | 05d 00h          | NASA/DoD  | OTB                      | LC-39B              | Edwards                           |                                               | [ 23 ] [ 97 ] [ 98 ]        |

- As horas dos pousos dos STS são do Spacefacts.

### Abortos
Missões que sofreram um aborto ou fatalidade, sem chegar ao espaço, de acordo com a definição internacional:
| Nº | Lançamento              | Aterrissagem         | Duração Altitude | Missão | Nave                | Local de lançamento | Local de aterrissagem | Tripulação | Ref.                    |
| -- | ----------------------- | -------------------- | ---------------- | ------ | ------------------- | ------------------- | --------------------- | ---------- | ----------------------- |
| 1  | 26.09.1983 19:37 UTC    | 26.09.1983 19:42 UTC | 5m 13sec         |        | Soyuz T 11F732 #16  | Baikonur 1/5        | Baikonur              |            | [ 100 ] [ 101 ]         |
| 1  | 41 anos                 | 41 anos              | 950 metros       | UNKS   | Soyuz T 11F732 #16  | Baikonur 1/5        | Baikonur              |            | [ 100 ] [ 101 ]         |
| 2  | 28.01.1986 16:38:00 UTC | Não aterrissou       | 01m 13s          |        | Challenger (OV-099) | LC-39B              | Não aterrissou        |            | [ 102 ] [ 103 ] [ 104 ] |
| 2  | 39 anos                 | 39 anos              | 19 km            | NASA   | Challenger (OV-099) | LC-39B              | Não aterrissou        |            | [ 102 ] [ 103 ] [ 104 ] |

Legenda:
     Missões que resultaram em fatalidades.

## Ligação externa
- «Your Flight Has Been Cancelled». Astronautix